# Bruno Cetraro
Bruno Cetraro (Montevideo, 20 de marzo de 1998) es un deportista y remero uruguayo.

## Biografía
Nacido el 20 de marzo de 1998, tubo su primera clase de  remo a los 10 años, después de que su padre viera por televisión a  Rodolfo Collazo en los Juegos Olímpicos de Pekín 2008 y considerara ese deporte para que su hijo practique. Se graduó de la Universidad de la República con una Licenciatura en Imagenologia.

## Trayectoria
Cetraro es miembro de la Federación Uruguaya de Remo (FUR), y de Montevideo Rowing Club.
Consiguió dos medallas de oro en el Sudamericano sub-23 disputado en Río de Janeiro.
Participó en la categoría masculina de cuatro pares de remos cortos con: Martín González, Leandro Salvagno, Marcos Sarraute. Ganaron su serie eliminatoria, accedieron a la final, y ganaron el oro en los Juegos Panamericanos de 2019. Sin embargo, Sarraute tuvo un resultado adverso en la prueba antidopaje por un medicamento que consumía sin haber tramitado la autorización de uso terapéutico, por lo que el equipo fue excluido. Cetraro fue el único uruguayo en participar del Campeonato del Mundo en la categoría de sencillo peso ligero.
Bruno posee el récord nacional en la categoría peso ligero sobre la distancia 2000m.
Fue abanderado en los Juegos Olímpicos de Tokio 2020 junto a Déborah Rodríguez.

## Resultados
| Año  | Torneo                               | Pareja          | Categoría | País   | Ciudad         | Tiempo | Posi                  |         |         |
| 2020 | Juegos Olímpicos                     | Felipe Klüver   |           | Japón  | Tokio          |        | 6° (diploma olímpico) |         |         |
| 2021 | Clasificación Olímpica FISA Américas | Felipe Klüver   |           | Brasil | Río de Janeiro |        | Medalla de oro        |         |         |
| 2019 | Juegos Panamericanos                 | Marcos Sarraute |           | Perú   | Lima           |        | —                     | Anulado | Anulado |
| 2018 | Sudamericano sub-23                  |                 |           | Brasil | Río de Janeiro |        | Medalla de oro        |         |         |
| 2018 | Sudamericano sub-23                  |                 |           | Brasil | Río de Janeiro |        | Medalla de oro        |         |         |